# Parc provincial Mississagi River
Le parc provincial Mississagi River (anglais : Mississagi River Provincial Park) est un parc provincial situé sur la rivière Mississagi dans les districts d'Algoma et de Sudbury en Ontario (Canada). Il est administré par Parcs Ontario. Le parc englobe la rivière et les lacs sur la rivière Mississagi du lac Bark, et plus en aval à un point juste au-dessus du lac Ricky Island, ainsi que des parties du système de la rivière Spanish supérieure.